# Andreaea vaginalis
Andreaea vaginalis là một loài rêu trong họ Andreaeaceae. Loài này được Herzog mô tả khoa học đầu tiên năm 1936.